# Ascoli Calcio 1898 2010-2011
Questa voce raccoglie le informazioni riguardanti l'Ascoli Calcio 1898 nelle competizioni ufficiali della stagione 2010-2011.

## Stagione
Nella stagione 2010-2011 l'Ascoli disputa il sedicesimo campionato cadetto della sua storia, raccoglie 50 punti con il diciassettesimo posto finale, evitando per un solo punto la disputa del Play-out, ma ciò determinato dal fardello di una penalizzazione di sei punti. Il tecnico scelto per guidare i bianconeri in questa stagione è Elio Gustinetti che paga una difficile partenza, sostituito dalla 13ª giornata da Fabrizio Castori. L'Ascoli al termine del girone di andata ha raccolto 25 punti, ha fatto meglio nel girone di ritorno, nel quale ha raccolto 31 punti, meritandosi di mantenere la categoria nonostante la penalità a cui ha dovuto far fronte. L'ungherese Robert Feczesin preso nel mercato di gennaio dal Brescia con 8 reti in 19 gare, è stato il miglior realizzatore di stagione. Nella Coppa Italia l'Ascoli nel secondo turno ha superato (3-1) il Lumezzane, poi nel terzo turno esce dal torneo, sconfitto (1-0) a Vicenza.

## Divise e sponsor
Lo sponsor tecnico per la stagione 2010-2011 è Legea. La prima maglia è a righe verticali bianche e nere, la seconda maglia è oro con inserti bianchi e la terza maglia è nera con inserti bianchi.
Il debutto stagionale avviene in Coppa Italia: davanti al proprio pubblico, l'Ascoli batte 3-1 il Lumezzane. Il campionato inizia con due pareggi consecutivi contro il Grosseto e il Modena. Dopo questi arrivano due vittorie contro AlbinoLeffe e Piacenza. Alla quinta giornata arriva un 0-0 contro l'Empoli che porta l'Ascoli a 10 punti. Dopo questo buon inizio di campionato arrivano le prime due sconfitte contro Portogruaro e Livorno che rovinano un po' la classifica.

## Organigramma societario
Dal sito internet della società:
Area direttiva
- Presidente:
  - Roberto Benigni

Area organizzativa
- Segretario generale:
  - Marco Maria Marcolini
- Segreteria:
  - Mirko Evangelista

Area comunicazione
- Area comunicazione e Brand licensing:
  - Alessandro Talamoni
- Biglietteria e rapporti con i club:
  - Grazia Maria Di Silvestre

Area tecnica
- Direttore sportivo:
  - Giovanni Paolo De Matteis
- Allenatore:
  - Elio Gustinetti
- Allenatore in seconda:
  - Marco Mariotti
- Allenatore dei portieri:
  - Gianluca Riommi
- Preparatore atletico:
  - Costantino Coratti

Area sanitaria
- Responsabile medico:
  - Serafino Salvi
- Medico sociale:
  - Renzo Mandozzi
- Massaggiatori:
  - Marco Di Carlo

## Rosa
| N. |                       | Ruolo | Calciatore                   |
| -- | --------------------- | ----- | ---------------------------- |
| 3  | Italia (bandiera)     | D     | Matteo Ciofani               |
| 4  | Portogallo (bandiera) | D     | Vasco Faísca                 |
| 5  | Italia (bandiera)     | C     | Luigi Giorgi                 |
| 6  | Italia (bandiera)     | A     | Simone Masini                |
| 7  | Italia (bandiera)     | A     | Arturo Lupoli                |
| 8  | Italia (bandiera)     | C     | Daniele Di Donato (capitano) |
| 9  | Italia (bandiera)     | A     | Alessandro Romeo             |
| 10 | Italia (bandiera)     | C     | Vincenzo Sommese             |
| 11 | Italia (bandiera)     | D     | Andrea Giallombardo          |
| 11 | Ungheria (bandiera)   | A     | Róbert Feczesin              |
| 13 | Italia (bandiera)     | D     | Daniele Rosania              |
| 15 | Italia (bandiera)     | D     | Antonio Marino               |
| 16 | Italia (bandiera)     | C     | Francesco Uliano             |
| 17 | Italia (bandiera)     | C     | Federico Moretti             |
| 18 | Italia (bandiera)     | A     | Davide Mandorlini            |
| 19 | Italia (bandiera)     | C     | Salvatore Margarita          |
| 20 | Italia (bandiera)     | C     | Lorenzo Pasqualini           |
| 20 | Italia (bandiera)     | C     | Giovanni Kyeremateng         |
| 21 | Italia (bandiera)     | C     | Alex Pederzoli               |

| N. |                      | Ruolo | Calciatore           |
| -- | -------------------- | ----- | -------------------- |
| 22 | Italia (bandiera)    | P     | Achille Coser        |
| 23 | Italia (bandiera)    | D     | Marcello Gazzola     |
| 24 | Italia (bandiera)    | D     | Vittorio Micolucci   |
| 27 | Italia (bandiera)    | D     | Marco Calderoni      |
| 29 | Argentina (bandiera) | A     | Juan Ignacio Antonio |
| 30 | Italia (bandiera)    | P     | Enrico Guarna        |
| 32 | Italia (bandiera)    | C     | Andrea Cristiano     |
| 37 | Italia (bandiera)    | P     | Roberto Maurantonio  |
| 38 | Italia (bandiera)    | C     | Marc Lewandowski     |
| 45 | Italia (bandiera)    | C     | Giorgio Capece       |
| 46 | Italia (bandiera)    | C     | Alessandro Lorusso   |
| 76 | Italia (bandiera)    | D     | Gaetano Capogrosso   |
| 77 | Francia (bandiera)   | C     | Abdou Doumbia        |
| 85 | Italia (bandiera)    | A     | Antonino Bonvissuto  |
| 89 | Serbia (bandiera)    | A     | Milan Djuric         |
| 90 | Italia (bandiera)    | A     | Ettore Mendicino     |
| 91 | Italia (bandiera)    | P     | Gianmarco Lenzi      |
| 99 | Italia (bandiera)    | C     | Simone Esposito      |
| 99 | Italia (bandiera)    | C     | Luca Battistelli     |

## Calciomercato

### Sessione estiva(dall'1/7 all'1/9)
Trasferimenti della sessione estiva di calciomercato
| Acquisti | Acquisti              | Acquisti          | Acquisti          |
| R.       | Nome                  | da                | Modalità          |
| -------- | --------------------- | ----------------- | ----------------- |
| P        | Achille Coser         | Pro Belvedere     | definitivo        |
| D        | Fabio Giuseppe Calise | Ischia            | definitivo        |
| D        | Vasco Faísca          | Padova            | definitivo        |
| D        | Antonio Marino        | Udinese           | prestito          |
| C        | Andrea Cristiano      | AlbinoLeffe       | prestito          |
| C        | Simone Esposito       | Juventus          | compartecipazione |
| C        | Marc Lewandosky       | Padova            | prestito          |
| C        | Lorenzo Pasqualini    | Brindisi          | definitivo        |
| C        | Alex Pederzoli        | Gallipoli         | definitivo        |
| C        | Gianluca Rolandone    | Pro Belvedere     | definitivo        |
| C        | Federico Vismara      | Chacarita Juniors | definitivo        |
| A        | Antonino Bonvissuto   | Bari              | prestito          |
| A        | Lorenzo Di Stefano    | Santegidiese      | definitivo        |
| A        | Milan Djuric          | Parma             | definitivo        |
| A        | Ettore Mendicino      | Lazio             | prestito          |

| Cessioni | Cessioni           | Cessioni        | Cessioni          |
| R.       | Nome               | a               | Modalità          |
| -------- | ------------------ | --------------- | ----------------- |
| P        | Alessandro Beni    | Fano            | prestito          |
| P        | Carlo Camilli      | Pescara         | definitivo        |
| P        | Giorgio Frezzolini | Atalanta        | definitivo        |
| D        | Matteo Camillini   | Ternana         | definitivo        |
| D        | Mattia Di Antonio  | San Marino      | definitivo        |
| D        | Denny Nazari       | Südtirol        | compartecipazione |
| D        | Jonas Portin       | Padova          | definitivo        |
| D        | Angelo Siniscalchi | Benevento       | compartecipazione |
| C        | Ilario Aloe        | Pro Patria      | prestito          |
| C        | Carlo Ilari        | Juventus        | compartecipazione |
| C        | William Justino    | Pro Patria      | prestito          |
| C        | Andrea Luci        | Livorno         | definitivo        |
| C        | Fabio Oretti       | Feralpisalò     | compartecipazione |
| C        | Simone Pesce       | Catania         | compartecipazione |
| C        | Federico Vismara   | Rosario Central | rescissione       |
| C        | Leandro Vitiello   | Grosseto        | definitivo        |
| A        | Vito Falconieri    | L'Aquila        | prestito          |
| A        | Andrej Gălăbinov   | Lumezzane       | definitivo        |
| A        | Lorenzo Marchionni | Juventus        | prestito          |
| A        | Francesco Potenza  | L'Aquila        | definitivo        |

### Sessione invernale(dal 2/1 al 31/1)
| Acquisti | Acquisti             | Acquisti | Acquisti                         |
| R.       | Nome                 | da       | Modalità                         |
| -------- | -------------------- | -------- | -------------------------------- |
| P        | Roberto Maurantonio  |          | svincolato                       |
| D        | Marco Calderoni      | Piacenza | prestito                         |
| D        | Gaetano Capogrosso   | Gubbio   |                                  |
| C        | Abdou Doumbia        | Parma    | prestito con diritto di riscatto |
| C        | Giovanni Kyeremateng | Monza    | scambio                          |
| A        | Ignacio Antonio      | Brescia  | prestito                         |
| A        | Róbert Feczesin      | Brescia  | prestito                         |

| Cessioni | Cessioni            | Cessioni | Cessioni                         |
| R.       | Nome                | a        | Modalità                         |
| -------- | ------------------- | -------- | -------------------------------- |
| D        | Andrea Giallombardo | Grosseto | prestito con diritto di riscatto |
| D        | Lorenzo Pasqualini  | Siracusa | prestito                         |
| C        | Simone Esposito     | Juventus | fine prestito                    |
| A        | Antonino Bonvissuto | Bari     | fine prestito                    |
| A        | Simone Masini       | Monza    | scambio                          |

## Risultati

### Campionato

#### Girone di andata
| Grosseto 22 agosto 2010, ore 20:45 1ª giornata | Grosseto          | 0 – 0 referto | Ascoli | Stadio Carlo Zecchini (2.983 spett.)\| Arbitro: \| Baratta (Salerno) \| |
| Arbitro:                                       | Baratta (Salerno) |               |        |                                                                         |

| Arbitro: | Corletto (Castelfranco Veneto) |

|            |           |              |
| Giorgi 25’ | Marcatori | 42’ Pasquato |

| Arbitro: | Velotto (Grosseto) |

|                         |           |  |
| Sommese 19’ Gazzola 68’ | Marcatori |  |

| Arbitro: | Massa (Imperia) |

|                    |           |                                                              |
| Graffiedi 52’, 74’ | Marcatori | 5’ Giorgi 50’` Bonvissuto 65’ (rig.) Micolucci 90’ Cristiano |

| Ascoli Piceno 18 settembre 2010, ore 15:00 UTC+2 5ª giornata | Ascoli               | 0 – 0 referto | Empoli | Stadio Cino e Lillo Del Duca (6.026 spett.)\| Arbitro: \| Giacomelli (Trieste) \| |
| Arbitro:                                                     | Giacomelli (Trieste) |               |        |                                                                                   |

| Arbitro: | Ostinelli (Como) |

|                        |           |           |
| Gerardi 36’ Cunico 90’ | Marcatori | 70’ Đurić |

| Arbitro: | Tozzi (Ostia Lido) |

|                |           |                                                             |
| F. Moretti 58’ | Marcatori | 24’, 55’ Surraco 26’, 90+1’ Dionisi 87’ (rig.) Danilevičius |

| Arbitro: | Giancola (Vasto) |

|              |           |  |
| Bastrini 69’ | Marcatori |  |

| Arbitro: | Nasca (Bari) |

|                            |           |                        |
| Sommese 51’ F. Moretti 90’ | Marcatori | 34’ Curiale 71’ Cutolo |

| Arbitro: | Baracani (Firenze) |

|               |           |                |
| Doni 19’, 27’ | Marcatori | 65’ M. Ciofani |

| Arbitro: | Palazzino (Ciampino) |

|  |           |                |
|  | Marcatori | 56’ Piovaccari |

| Arbitro: | Ciampi (Roma) |

|                       |           |               |
| Sgrigna 27’ Iunco 66’ | Marcatori | 2’ F. Moretti |

| Arbitro: | Tommasi (Bassano del Grappa) |

|                   |           |                     |
| Lupoli 60’ (rig.) | Marcatori | 58’ (rig.) S. Motta |

| Arbitro: | Merchiori (Ferrara) |

|  |           |            |
|  | Marcatori | 45’ Lupoli |

| Arbitro: | Gallione (Alessandria) |

|               |           |                         |
| Alcibiade 57’ | Marcatori | 66’ Đurić 70’ Cristiano |

| Ascoli Piceno 20 novembre 2010, ore 15:00 CET 16ª giornata | Ascoli              | 0 – 0 referto | Varese | Stadio Cino e Lillo Del Duca (5 645 spett.)\| Arbitro: \| Merchiori (Ferrara) \| |
| Arbitro:                                                   | Merchiori (Ferrara) |               |        |                                                                                  |

| Arbitro: | Corletto (Castelfranco Veneto) |

|               |           |            |
| Terranova 21’ | Marcatori | 24’ Lupoli |

| Arbitro: | Ostinelli (Como) |

|               |           |  |
| Cristiano 32’ | Marcatori |  |

| Arbitro: | Giancola (Vasto) |

|                                      |           |  |
| Calaiò 45+1’ (rig.) Brienza 52’, 56’ | Marcatori |  |

| Arbitro: | Tommasi (Bassano del Grappa) |

|                       |           |              |
| Lupoli 53’ Giorgi 88’ | Marcatori | 6’ Missiroli |

| Arbitro: | Ciampi (Roma) |

|                                |           |  |
| Testini 43’ L. Della Rocca 86’ | Marcatori |  |

#### Girone di ritorno
| Arbitro: | Corletto (Castelfranco Veneto) |

|               |           |                     |
| A. Marino 44’ | Marcatori | 7’ Mora 83’ N'Diayè |

| Modena 22 gennaio 2011, ore 15:00 23ª giornata | Modena                 | 0 – 0 referto | Ascoli | Stadio Alberto Braglia (4.528 spett.)\| Arbitro: \| Gallione (Alessandria) \| |
| Arbitro:                                       | Gallione (Alessandria) |               |        |                                                                               |

| Arbitro: | Cervellera (Taranto) |

|           |           |              |
| Torri 42’ | Marcatori | 10’ Feczesin |

| Arbitro: | N. Stefanini (Prato) |

|                                      |           |           |
| Di Donato 3’ Faísca 8’ Cristiano 78’ | Marcatori | 52’ Cacia |

| Arbitro: | Tommasi (Bassano del Grappa) |

|          |           |  |
| Moro 34’ | Marcatori |  |

| Arbitro: | Pinzani (Empoli) |

|               |           |  |
| Mendicino 87’ | Marcatori |  |

| Arbitro: | Doveri (Roma) |

|                      |           |              |
| Di Donato 24’ (aut.) | Marcatori | 90’ Feczesin |

| Arbitro: | Nasca (Bari) |

|                    |           |                |
| Mendicino 88’, 90’ | Marcatori | 10’ Martinelli |

| Arbitro: | Tommasi (Bassano del Grappa) |

|           |           |  |
| Eramo 40’ | Marcatori |  |

| Arbitro: | N. Stefanini (Prato) |

|            |           |          |
| Faísca 53’ | Marcatori | 60’ Doni |

| Arbitro: | Gallione (Alessandria) |

|  |           |            |
|  | Marcatori | 52’ Giorgi |

| Arbitro: | Pinzani (Empoli) |

|  |           |                                                    |
|  | Marcatori | 7’, 45’ R. Bianchi 46’ (aut.) Faísca 65’ Antenucci |

| Arbitro: | Tozzi (Ostia Lido) |

|             |           |  |
| Bertani 31’ | Marcatori |  |

| Ascoli Piceno 9 aprile 2011, ore 15:00 CEST 35ª giornata | Ascoli        | 0 – 0 referto | Sassuolo | Stadio Cino e Lillo Del Duca (5.704 spett.)\| Arbitro: \| Ciampi (Roma) \| |
| Arbitro:                                                 | Ciampi (Roma) |               |          |                                                                            |

| Arbitro: | Baracani (Firenze) |

|           |           |  |
| Romeo 72’ | Marcatori |  |

| Arbitro: | Guida (Torre Annunziata) |

|             |           |                     |
| Carrozza 9’ | Marcatori | 37’ (rig.) Feczesin |

| Arbitro: | N. Stefanini (Prato) |

|                                         |           |             |
| Lupoli 3’ Feczesin 37’ Juan Antonio 89’ | Marcatori | 30’ Masucci |

| Arbitro: | Candussio (Cervignano del Friuli) |

|                                         |           |              |
| Cuffa 15’ El Shaarawy 42’ Ardemagni 65’ | Marcatori | 90’ Feczesin |

| Arbitro: | Gallione (Alessandria) |

|                               |           |                          |
| Romeo 71’, 90+3’ Feczesin 88’ | Marcatori | 19’ Calaiò 64’ Reginaldo |

| Reggio Calabria 21 maggio 2011, ore 15:00 41ª giornata | Reggina       | 0 – 0 referto | Ascoli | Stadio Oreste Granillo (6.668 spett.)\| Arbitro: \| Doveri (Roma) \| |
| Arbitro:                                               | Doveri (Roma) |               |        |                                                                      |

| Arbitro: | Baracani (Firenze) |

|                                  |           |  |
| Feczesin 23’, 49’ F. Moretti 36’ | Marcatori |  |

### Coppa Italia
| Arbitro: | Cervellera (Taranto) |

|                                      |           |            |
| Mendicino 6’ Sommese 23’ Gazzola 32’ | Marcatori | 66’ Lauria |

| Arbitro: | Romeo (Verona) |

|              |           |  |
| F. Rossi 63’ | Marcatori |  |

## Statistiche

### Statistiche di squadra
| Competizione | Punti | In casa | In casa | In casa | In casa | In casa | In casa | In trasferta | In trasferta | In trasferta | In trasferta | In trasferta | In trasferta | Totale | Totale | Totale | Totale | Totale | Totale |
| Competizione | Punti | G       | V       | N       | P       | Gf      | Gs      | G            | V            | N            | P            | Gf           | Gs           | G      | V      | N      | P      | Gf     | Gs     |
| ------------ | ----- | ------- | ------- | ------- | ------- | ------- | ------- | ------------ | ------------ | ------------ | ------------ | ------------ | ------------ | ------ | ------ | ------ | ------ | ------ | ------ |
| Serie B      | 50    | 21      | 10      | 7       | 4       | 28      | 23      | 21           | 4            | 7            | 10           | 16           | 25           | 42     | 14     | 14     | 14     | 44     | 48     |
| Coppa Italia |       | 1       | 1       | 0       | 0       | 3       | 1       | 1            | 0            | 0            | 1            | 0            | 1            | 2      | 1      | 0      | 1      | 3      | 2      |
| Totale       |       | 22      | 12      | 7       | 4       | 31      | 24      | 22           | 4            | 7            | 11           | 16           | 26           | 44     | 15     | 14     | 15     | 47     | 50     |

### Statistiche dei giocatori
Aggiornato al 16 giugno 2013
| Giocatore       | Serie B  | Serie B | Serie B     | Serie B    | Coppa Italia | Coppa Italia | Coppa Italia | Coppa Italia | Totale   | Totale | Totale      | Totale     |
| Giocatore       | Presenze | Reti    | Ammonizioni | Espulsioni | Presenze     | Reti         | Ammonizioni  | Espulsioni   | Presenze | Reti   | Ammonizioni | Espulsioni |
| --------------- | -------- | ------- | ----------- | ---------- | ------------ | ------------ | ------------ | ------------ | -------- | ------ | ----------- | ---------- |
| A. Bonvissuto   | 9        | 1       | 1           | 0          | 1            | 0            | 0            | 0            | 10       | 1      | 1           | 0          |
| M. Calderoni    | 0        | 0       | 0           | 0          | 0            | 0            | 0            | 0            | 0        | 0      | 0           | 0          |
| G. Capece       | 2        | 0       | 0           | 0          | 0            | 0            | 0            | 0            | 2        | 0      | 0           | 0          |
| M. Ciofani      | 25       | 1       | 0           | 0          | 2            | 0            | 0            | 0            | 27       | 1      | 0           | 0          |
| A. Cristiano    | 33       | 4       | 8           | 1          | 0            | 0            | 0            | 0            | 33       | 4      | 8           | 1          |
| D. Di Donato    | 40       | 1       | 9           | 0          | 2            | 0            | 0            | 0            | 42       | 1      | 9           | 0          |
| M. Djuric       | 17       | 2       | 5           | 0          | 0            | 0            | 0            | 0            | 17       | 2      | 5           | 0          |
| A. Doumbia      | 3        | 0       | 0           | 0          | 0            | 0            | 0            | 0            | 3        | 0      | 0           | 0          |
| S. Esposito     | 4        | 0       | 0           | 0          | 1            | 0            | 0            | 0            | 5        | 0      | 0           | 0          |
| V. Faísca       | 33       | 2       | 4           | 0          | 1            | 0            | 0            | 0            | 34       | 2      | 4           | 0          |
| M. Gazzola      | 36       | 1       | 9           | 0          | 2            | 1            | 0            | 0            | 38       | 2      | 9           | 0          |
| A. Giallombardo | 14       | 0       | 6           | 0          | 1            | 0            | 0            | 0            | 15       | 0      | 6           | 0          |
| L. Giorgi       | 35       | 4       | 7           | 2          | 1            | 0            | 0            | 0            | 36       | 4      | 7           | 2          |
| E. Guarna       | 40       | -45     | 6           | 0          | 1            | -1           | 0            | 0            | 41       | -46    | 6           | 0          |
| A. Lupoli       | 33       | 5       | 3           | 0          | 1            | 0            | 0            | 0            | 34       | 5      | 3           | 0          |
| S. Margarita    | 3        | 0       | 0           | 0          | 0            | 0            | 0            | 0            | 3        | 0      | 0           | 0          |
| A. Marino       | 32       | 1       | 3           | 1          | 1            | 0            | 0            | 0            | 33       | 1      | 3           | 1          |
| S. Masini       | 2        | 0       | 0           | 0          | 0            | 0            | 0            | 0            | 2        | 0      | 0           | 0          |
| R. Maurantonio  | 1        | 0       | 0           | 0          | 0            | 0            | 0            | 0            | 1        | 0      | 0           | 0          |
| E. Mendicino    | 24       | 3       | 1           | 1          | 1            | 1            | 0            | 0            | 25       | 4      | 1           | 1          |
| V. Micolucci    | 31       | 1       | 11          | 2          | 1            | 0            | 0            | 0            | 32       | 1      | 11          | 2          |
| F. Moretti      | 37       | 4       | 9           | 0          | 0            | 0            | 0            | 0            | 37       | 4      | 9           | 0          |
| L. Pasqualini   | 2        | 0       | 0           | 0          | 0            | 0            | 0            | 0            | 2        | 0      | 0           | 0          |
| A. Pederzoli    | 31       | 0       | 7           | 0          | 1            | 0            | 1            | 0            | 32       | 0      | 8           | 0          |
| A. Romeo        | 16       | 3       | 4           | 0          | 1            | 0            | 1            | 0            | 17       | 3      | 5           | 0          |
| V. Sommese      | 19       | 2       | 0           | 1          | 1            | 1            | 0            | 0            | 20       | 3      | 0           | 1          |
| F. Uliano       | 16       | 0       | 0           | 0          | 0            | 0            | 0            | 0            | 16       | 0      | 0           | 0          |

- In corsivo i giocatori non facenti più parte della rosa.